# Neva (revistă)
Neva  (în rusă Нева) este o revistă literară rusă.

## Istorie
Revista a fost publicată în Leningrad (Sankt Petersburg) din aprilie 1955. A fost fondată pe baza Almanahului Leningrad, publicat anterior ca organ oficial al Organizației Scriitorilor din Leningrad.
În perioada sovietică, revista a publicat lucrări ale unor scriitori ca Mihail Zoșcenko, Mihail Șolohov, Veniamin Kaverin, Lidia Ciukovskaia, Lev Gumiliov, Dmitri Lihaciov, Aleksandr Soljenițîn, Daniil Granin, Fiodor Abramov, Viktor Konețki, Arkadi și Boris Strugațki, Vladimir Dudincev, Vasil Bîkov și alții.
Pe lângă proză, poezie, jurnalism și critică literară, revista a publicat traduceri din literatura țărilor socialiste, precum și (din 1981) sub titlul Al șaptelea caiet - multe eseuri scurte despre istoria Leningradului (Sankt Petersburg, Petrograd).
Până în 1989, prima pagină a copertei revistei a găzduit vederi ale Leningradului (desene, fotografii). Din 1989, ele au început să fie publicate pe a doua pagină a copertei.